# Теофан Сятистевс
Теофан Сятистевс (на гръцки: Θεοφάνης, Теофанис) е гръцки духовник и революционер, участник в Гръцката война за независимост.

## Биография
Роден е в 1787 или в 1790 година в македонската паланка Селица, Сятищко, заради което получава прякора Сятистевс (Σιατιστεύς), тоест Сятищанин. Учи в Айвалък, след което се замонашва в манастира „Света Богородица Икосифиниса“ край Драма.
Става свещеник и служи в Мантинейската и Кинурийска епархия. При избухването на Гръцкото въстание взима участие в Халкидическото въстание като секретар на Емануил Папас. След разгрома на въстанието на полуострова, заминава за Пелопонес, където продължава да взима участие във военните действия, като организира македонските бойци. Служи дълго време като секретар на адмирала от Спецес Георгиос Андруцос. Учител и съветник в семейството на Кицос Боцарис.
След създаването на модерната гръцка държава се опитва да подпомага македонските бежанци. Работи като секретар в министерството на образованието. Става втори секретар, а след това за първи секретар на Светия синод. На 19 октомври 1852 година в църквата „Света Ирина“ в Атина е ръкоположен за мантинейски и кинурийски митрополит.
Ръкополагането е извършено от митрополит Неофит Атински, подкрепен от архиепископите на Йон Коринтски и Даниил Сироски и Тиноски.
Умира в Триполи на 3 март 1868 година.